# 哈基里亞

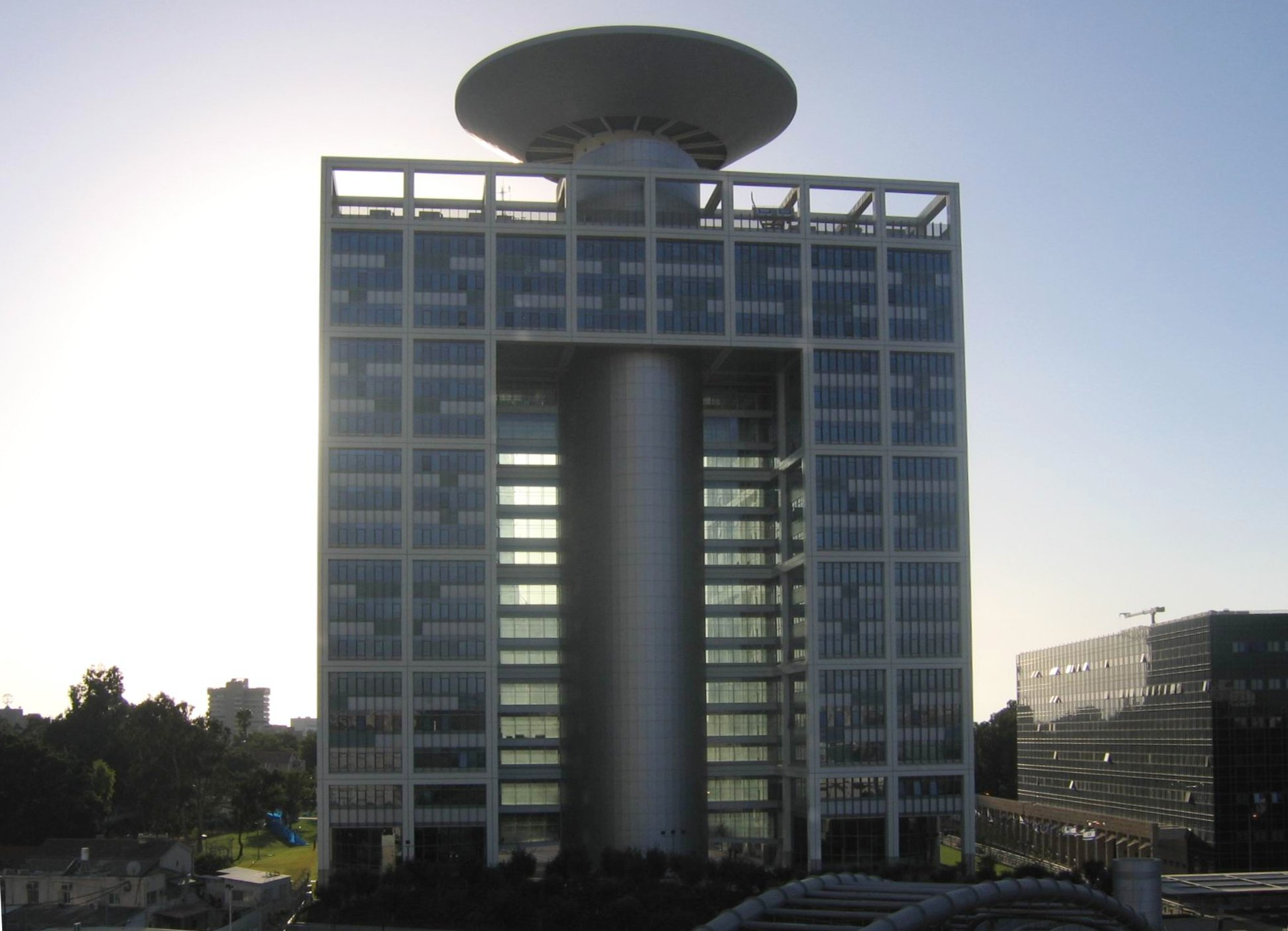
Matcal Tower是以色列国防军的总部

哈基里亞（HaKirya）是位於以色列特拉維夫市中心的一個地區，由卡普蘭街以北的拉賓營軍事基地和以南的平民區構成。以色列國防軍的總部位於這裡。這裡自1948年開始就有軍事基地，並自1954年開始就是以色列國防軍的總部。